# Ізвору-Маре
Ізвору-Маре (рум. Izvoru Mare) — село у повіті Констанца в Румунії. Входить до складу комуни Пештера.
Село розташоване на відстані 167 км на схід від Бухареста, 37 км на захід від Констанци, 142 км на південь від Галаца.

## Населення
За даними перепису населення 2002 року у селі проживали 729 осіб.
Національний склад населення села:
| Національність | Кількість осіб | Відсоток |
| -------------- | -------------- | -------- |
| румуни         | 705            | 96,7%    |
| татари         | 22             | 3,0%     |

Рідною мовою назвали:
| Мова      | Кількість осіб | Відсоток |
| --------- | -------------- | -------- |
| румунська | 705            | 96,7%    |
| татарська | 22             | 3,0%     |